# Luís José de Melo e Oliveira
Luís José de Melo e Oliveira, primeiro e único barão de Melo e Oliveira (Campinas, 25 de fevereiro de 1837 — São Paulo, 8 de março de 1901), foi um nobre brasileiro.

## Biografia
Filho do visconde do Rio Claro, José Estanislau de Oliveira, e de Elisa Justina de Melo Franco, casou-se com Ana Flora Vieira Barbosa, filha de Antônio José Vieira Barbosa. Era irmão do 2.° barão de Araraquara, da 2.ª baronesa de Dourados e da 2.ª baronesa de Piracicaba. Formado pela Faculdade de Direito de São Paulo.
Agraciado inicialmente 2° barão de São João do Rio Claro, em 28 de fevereiro de 1885, título este que foi substituído um mês depois, passando o titular a barão de Melo e Oliveira, em 28 de março de 1885.